# Прва лига Републике Српске у фудбалу 1997/98.
Прва лига Републике Српске у фудбалу 1997/98. је трећа по реду сезона Прве лиге Републике Српске у организацији Фудбалског савеза Републике Српске. Прво коло сезоне је почело 16. августа 1997. а посљедње 34. коло је завршено 26. јуна 1998. године. У овој сезони се такмичило 18 клубова.
Побједник сезоне је Рудар из Угљевика. Побједници сезоне се нису квалификовали у европска такмичења јер Фудбалски савез Републике Српске није био члан УЕФА. У Другу лигу Републике Српске су испали Младост из Рогатице, Полет из Српског Брода, Слога из Добоја и Жељезничар из Српског Сарајева.

## Клубови
| #   | Екипа                 | Град            | Стадион |
| --- | --------------------- | --------------- | ------- |
| 1.  | Рудар, Угљевик        | Угљевик         |         |
| 2.  | Борац, БЛ             | Бања Лука       |         |
| 3.  | Гласинац, Соколац     | Соколац         |         |
| 4.  | Радник, Бијељ.        | Бијељина        |         |
| 5.  | Леотар, Требиње       | Требиње         |         |
| 6.  | Дрина, Зворник        | Зворник         |         |
| 7.  | Омладинац, БЛ         | Бања Лука       |         |
| 8.  | Боксит, Милићи        | Милићи          |         |
| 9.  | Сарајево, Српско Сар. | Српско Сарајево |         |
| 10. | Козара, Градишка      | Градишка        |         |
| 11. | Слобода, НГ           | Нови Град       |         |
| 12. | Слога, Трн            | Трн             |         |
| 13. | Борац, Шамац          | Шамац           |         |
| 14. | Рудар, Приједор       | Приједор        |         |
| 15. | Младост, Рогатица     | Рогатица        |         |
| 16. | Полет, Српски Брод    | Српски Брод     |         |
| 17. | Слога, Добој          | Добој           |         |
| 18. | Жељезничар, Срп. Сар. | Српско Сарајево |         |

## Коначна табела
| Плас. | Тим                   | ИГ | Д  | Н  | ИЗ | ГД | ГП | ГР  | Бод | Прелазак у друге лиге                |
| ----- | --------------------- | -- | -- | -- | -- | -- | -- | --- | --- | ------------------------------------ |
| 1.    | Рудар, Угљевик        | 34 | 19 | 7  | 8  | 61 | 25 | +36 | 64  | Шампион Српске.                      |
| 2.    | Борац, Бањалука       | 34 | 18 | 4  | 12 | 58 | 34 | +24 | 58  |                                      |
| 3.    | Гласинац, Соколац     | 34 | 15 | 12 | 7  | 56 | 41 | +15 | 57  |                                      |
| 4.    | Радник, Бијељ.        | 34 | 16 | 6  | 12 | 61 | 36 | +25 | 53  |                                      |
| 5.    | Леотар, Требиње       | 34 | 16 | 5  | 13 | 54 | 52 | +2  | 53  |                                      |
| 6.    | Дрина, Зворник        | 34 | 15 | 6  | 13 | 60 | 48 | +12 | 51  |                                      |
| 7.    | Омладинац, БЛ         | 34 | 16 | 3  | 15 | 45 | 55 | -10 | 51  |                                      |
| 8.    | Боксит, Милићи        | 34 | 13 | 10 | 11 | 50 | 35 | +15 | 49  |                                      |
| 9.    | Сарајево, Српско Сар. | 34 | 14 | 7  | 13 | 49 | 44 | +5  | 49  |                                      |
| 10.   | Козара, Градишка      | 34 | 15 | 3  | 16 | 47 | 41 | +6  | 48  |                                      |
| 11.   | Слобода, Нови Град    | 34 | 14 | 6  | 14 | 44 | 46 | -2  | 48  |                                      |
| 12.   | Слога, Трн            | 34 | 14 | 4  | 16 | 58 | 53 | +5  | 46  |                                      |
| 13.   | Борац, Шамац          | 34 | 13 | 7  | 14 | 46 | 49 | -3  | 46  |                                      |
| 14.   | Рудар, Приједор       | 34 | 12 | 8  | 14 | 33 | 42 | -9  | 44  |                                      |
| 15.   | Младост, Рогатица     | 34 | 13 | 5  | 16 | 51 | 63 | -12 | 44  | Испали у Другу лигу Републике Српске |
| 16.   | Полет, Српски Брод    | 34 | 12 | 8  | 14 | 40 | 67 | -27 | 44  | Испали у Другу лигу Републике Српске |
| 17.   | Слога, Добој          | 34 | 13 | 4  | 17 | 37 | 57 | -20 | 43  | Испали у Другу лигу Републике Српске |
| 18.   | Жељезничар, Срп. Сар. | 34 | 4  | 3  | 27 | 21 | 83 | -62 | 15  | Испали у Другу лигу Републике Српске |

ИГ = Играо утакмица; Д = Добио; Н = Нерјешено; ИЗ = Изгубио; ГД = Голова дао; ГП = Голова примио; ГР = Гол-разлика ; Бод = Бодови
Пошто су три екипе које су заузеле једно од 14. до 16. мјеста у коначној табели освојиле исти број бодова, њихов пласман је израчунат на основу резултата међусобних сусрета. Најслабије су биле екипе Младости и Полета које су због тога заузеле 15. и 16. мјесто у коначној табели и испале из Прве лиге Републике Српске у овој сезони.
| Плас. | Тим                | ИГ | Д | Н | ИЗ | ГД | ГП | ГР | Бод | Прелазак у друге лиге                         |
| ----- | ------------------ | -- | - | - | -- | -- | -- | -- | --- | --------------------------------------------- |
| 14.   | Рудар, Приједор    | 4  | 2 | 1 | 1  | 3  | 2  | +1 | 7   | Остају у Првој лиги Републике Српске 1998/99. |
| 15.   | Младост, Рогатица  | 4  | 1 | 2 | 1  | 6  | 8  | -2 | 5   | Испали у Другу лигу Републике Српске          |
| 16.   | Полет, Српски Брод | 4  | 1 | 1 | 2  | 9  | 8  | +1 | 4   | Испали у Другу лигу Републике Српске          |

| Првак Прве лиге Републике Српске 1997/98. |
| ----------------------------------------- |
| ФК Рудар Угљевик 2. Титула                |